# Mount Goodman
Mount Goodman ist ein 1000 m hoher Berg im westantarktischen Ellsworthland. Er markiert den nordöstlichen Ausläufer der Behrendt Mountains.
Der United States Geological Survey kartierte ihn anhand eigener Vermessungen und Luftaufnahmen der United States Navy aus den Jahren von 1961 bis 1967. Das Advisory Committee on Antarctic Names benannte ihn 1966 nach Alan L. Goodman, Polarlichtforscher auf der Eights-Station im Jahr 1963.